# Беэри, Исраэль
Исраэль Беэри (Колоднер) (1911, Дрогичин — 19 ноября 1972, Израиль) — израильский раввин.

## Биография
Родился в семье приверженцев хасидизма Шмуэля-Зеева Колоднера и Хаи-Сары Каплан — дочери раввина Эльякима-Гецеля Каплана. Учился в иешивах Новогрудка, Белостока и Пинска.

В 1937 эмигрировал в Эрец-Исраэль. Продолжил свою учёбу в иешиве Хеврона и «Охель Тора» в Иерусалиме.

В 50-х годах был назначен раввином Нес-Циона, принимал активное участие в религиозной жизни поселения. Им были опубликованы несколько книг религиозного содержания и религиозных статей, опубликованных в журналах «Хацофе», «Синай» и др.